# Alois Špalek
Alois Špalek (6. června 1883 Praha – 10. ledna 1940 tamtéž) byl český konstruktivistický architekt.

## Život
Narodil se v Praze v rodině ředitele staveb Aloise Špalka. V letech 1901–1908 studoval u prof. Schulze na ČVUT v Praze. V roce 1910 se oženil s Emílií Dvořákovou, dcerou viceprezidenta zemského soudu v Praze.
Byl významný Schulzovým žákem, patřil k prvním protagonistům moderní architektury. K jeho nejvýznačnějším realizacím patřil Hlavův patologický ústav na pražském Albertově.
Zemřel 10. ledna 1940 v Praze. Pohřben byl na Bubenečském hřbitově.

## Dílo

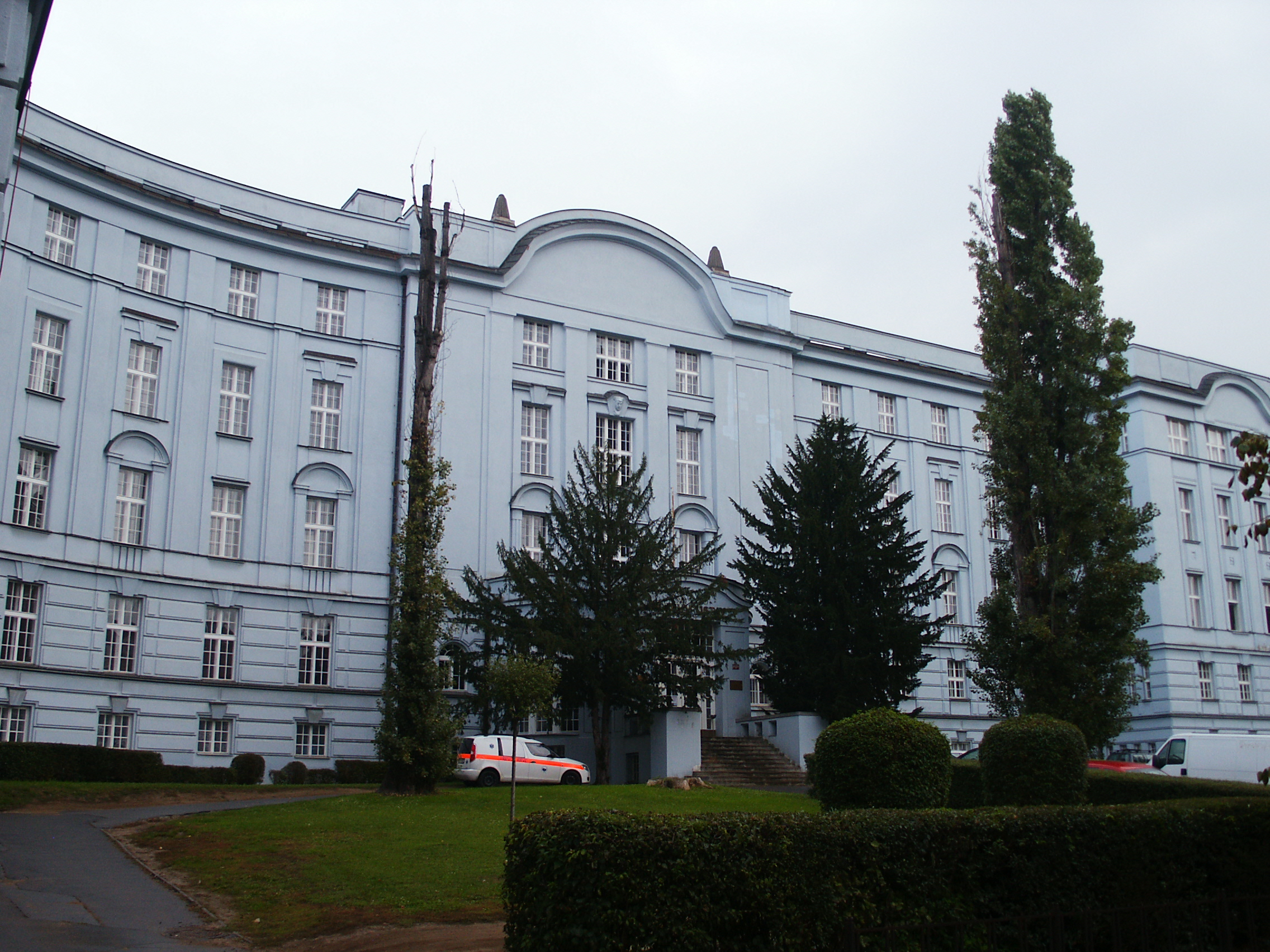
Hlavův ústav na Albertově

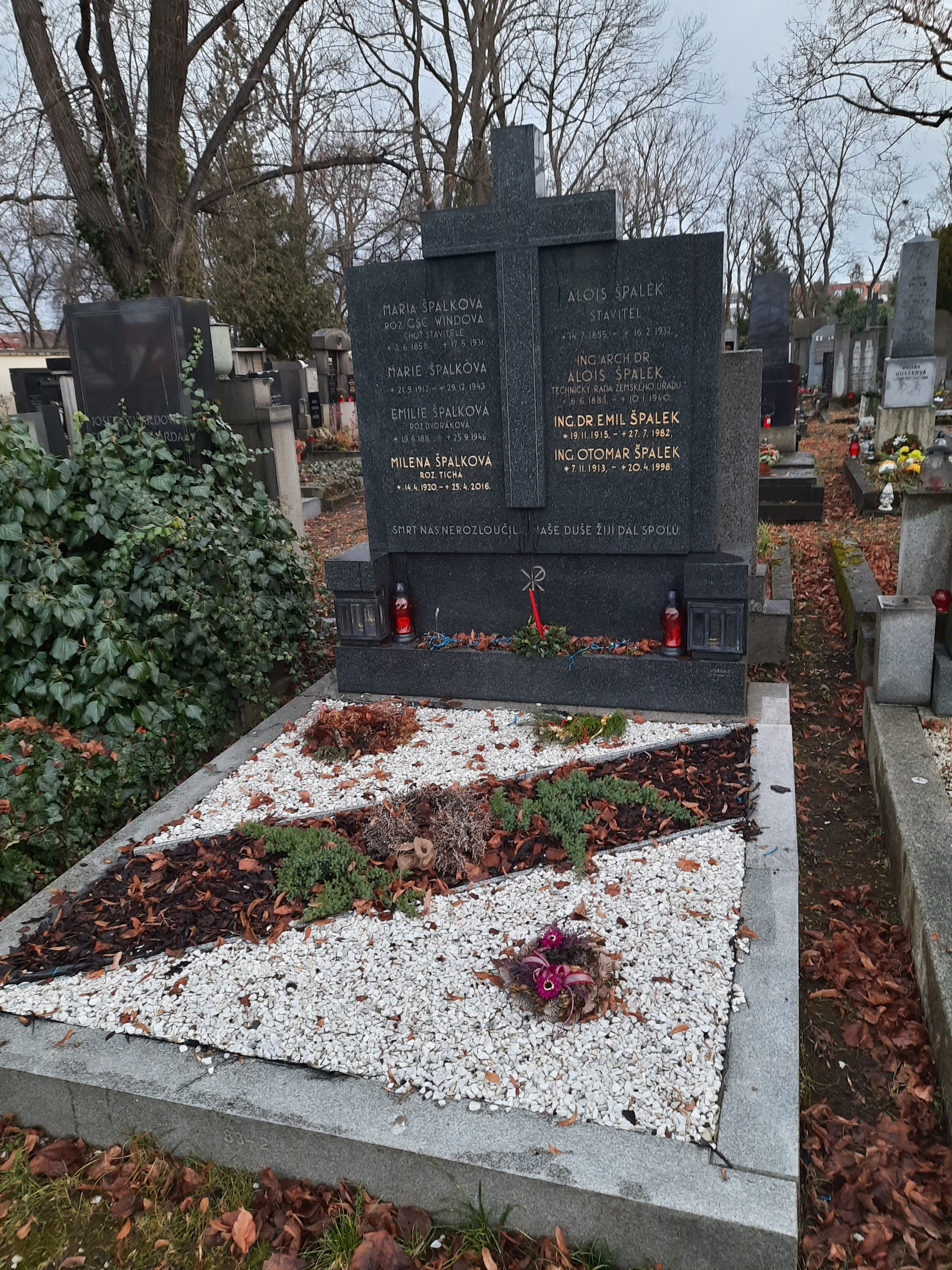
Hrobka rodiny Špalkovy

- Obchodní akademie (původně Státní gymnázium na Žižkově) Kubelíkova 37, Praha 3 (1911)
- Dopravní fakulta ČVUT, Horská 3, Praha 2 (1919)
- Hlavův ústav UK, Albertov 9, Praha 2 (1921)
- Purkyňův ústav UK, Albertov 4, Praha 2 (1926)
- Bankovní dvorana v bývalém Profesním domě, Malá Strana, Praha (1922–1927)
- Okresní úřad Sokolov
- řada velkých nemocničních soutěží